# عباس أحمد أخوندي
عباس احمد اخوندي ((بالفارسية: عباس آخوندی), من مواليد 6 يونيو 1957) سياسي وأكاديمي إيراني ووزير سابق للطرق والتنمية الحضرية ، من 2013 إلى 2018. في عام 1993 ، أصبح أخوندي وزير الإسكان والتنمية الحضرية ، مما جعله أحد أصغر الوزراء في تاريخ إيران الحديث حتى تعيين محمد جواد آذري جهرمي عام 2017.

## النشأة والتعليم
ولد حفيد آية الله علامه أميني ، أخوندي في النجف حيث يقيم جده. تم ترحيله مع عائلات إيرانية أخرى من العراق في السبعينيات. وهو أيضًا صهر علي أكبر ناطق نوري. حصل أخوندي على بكالوريوس الهندسة وماجستير العلوم من جامعة طهران في الهندسة المدنية. حصل على درجة الدكتوراه في الاقتصاد السياسي من جامعة رويال هولواي في لندن عام 2006.  كانت أطروحته بعنوان العولمة والدولة القومية وصنع السياسة الاقتصادية الوطنية: مواقف النخب الإيرانية.

## الحياة السياسية
كما تم اعتماد أخوندي على نطاق واسع لصياغة مشروع قانون الخصخصة الإيراني المعروف بالمادة 44 من الدستور. في عام 2011 ، كتب مجموعة من التعديلات المقترحة على المادة 44 التي نشرتها غرفة التجارة والصناعة والمناجم ، ولم يتم تنفيذ أي منها. خلال فترة توليه منصب الوزير ، أسس منظمة هندسة البناء ، وهي منظمة غير حكومية مسؤولة عن توحيد معايير البناء في إيران. شغل أخوندي منصب وزير الإسكان والتنمية الحضرية من 1993 إلى 1997 في حكومة أكبر هاشمي رفسنجاني.
تم اختياره لوزارة الطرق والتنمية الحضرية من قبل الرئيس المنتخب حديثًا حسن روحاني ، وكان بحاجة إلى الحصول على تصويت بالثقة من البرلمان الإيراني قبل توليه منصبه. تمت الموافقة عليه لتولي منصبه في 15 أغسطس بفوزه بـ 159 صوتًا من 284 صوتًا محتملاً. كما كان رئيسًا لجمعية صندوق الإسكان الإيراني لمدة 8 سنوات.